# 니시다니촌 (효고현 시소군)
니시다니촌(西谷村)은 효고현 중서부, 시소군에 존재했던 촌이다.
1956년, 오쿠다니촌과 합병해 하가정이 되었기 때문에 자치체로서는 소멸하였다.
현재 시소시 하가정의 거의 북쪽 절반에 해당한다. 구촌 구역에는 효노센우시로야마나기산국정공원이 오토미즈 치쿠사 현립 자연공원의 구역 내에 있다.

## 역사
- 1889년 4월 1일 - 정촌제 시행에 수반해 시소군 니시다니촌이 성립하였다.
- 1956년 9월 30일 - 오쿠다니촌과 합병해 하가정이 되었기 때문에 소멸하였다.

## 인구
녹색으로 표시된 것이 니시다니촌의 인구(오쿠다니촌과의 합병으로 하가정이 된 이후에는 니시다니촌였던 지역의 인구)
| 1950년 | 5,285 |
| 1955년 | 5,119 |
| 2000년 | 3,668 |
| 2005년 | 3,426 |